# كأس النرويج 1955
كأس النرويج 1955 (بالنرويجية: Norgesmesterskapet i fotball for menn 1955)‏ هو الموسم 50 من كأس النرويج. أشرف على تنظيمه اتحاد النرويج لكرة القدم، وفاز فيه نادي شايد.